# Helminthophis praeocularis
Helminthophis praeocularis là một loài rắn trong họ Anomalepididae. Loài này được Amaral mô tả khoa học đầu tiên năm 1924. Chúng là loài đặc hữu của Colombia.